# تسمم بالزرنيخ
التسمم بالزرنيخ (بالإنجليزية: Arsenic poisoning)‏ هي حالة طبية سببها ارتفاع مستويات الزرنيخ في الجسم. في حالة حدوث التسمم بالزرنيخ، يمكن أن تشمل الأعراض التقيؤ، آلام في البطن، التهاب الدماغ، الإسهال الذي يحتوي الدم، ويمكن أن تتطور الأعراض لاحقاً لتشمل: السرطان، فرط التصبغ، أمراض القلب، التنميل. تعد المياه الجوفية والتي تحتوي على نسب من الزرنيخ بتراكيز مرتفعة المصدر الأساسي للتسمم بالزرنيخ. في دراسة أجريت عام 2007 وجد أن أكثر من 137 مليون شخص في أكثر من 70 دولة أصيبوا بالتسمم بالزرنيخ والذي مصدره المياه الجوفية.
وقد فقد الزرنيخ هذه السمعة بسبب سهولة الكشف عن وجوده حتى بعد تحلل جثة المتسمم تحللاً كاملاً إذ يمكن الكشف عنه في عظامه أو في التربة أسفل الجثة.

## العلامات والأعراض

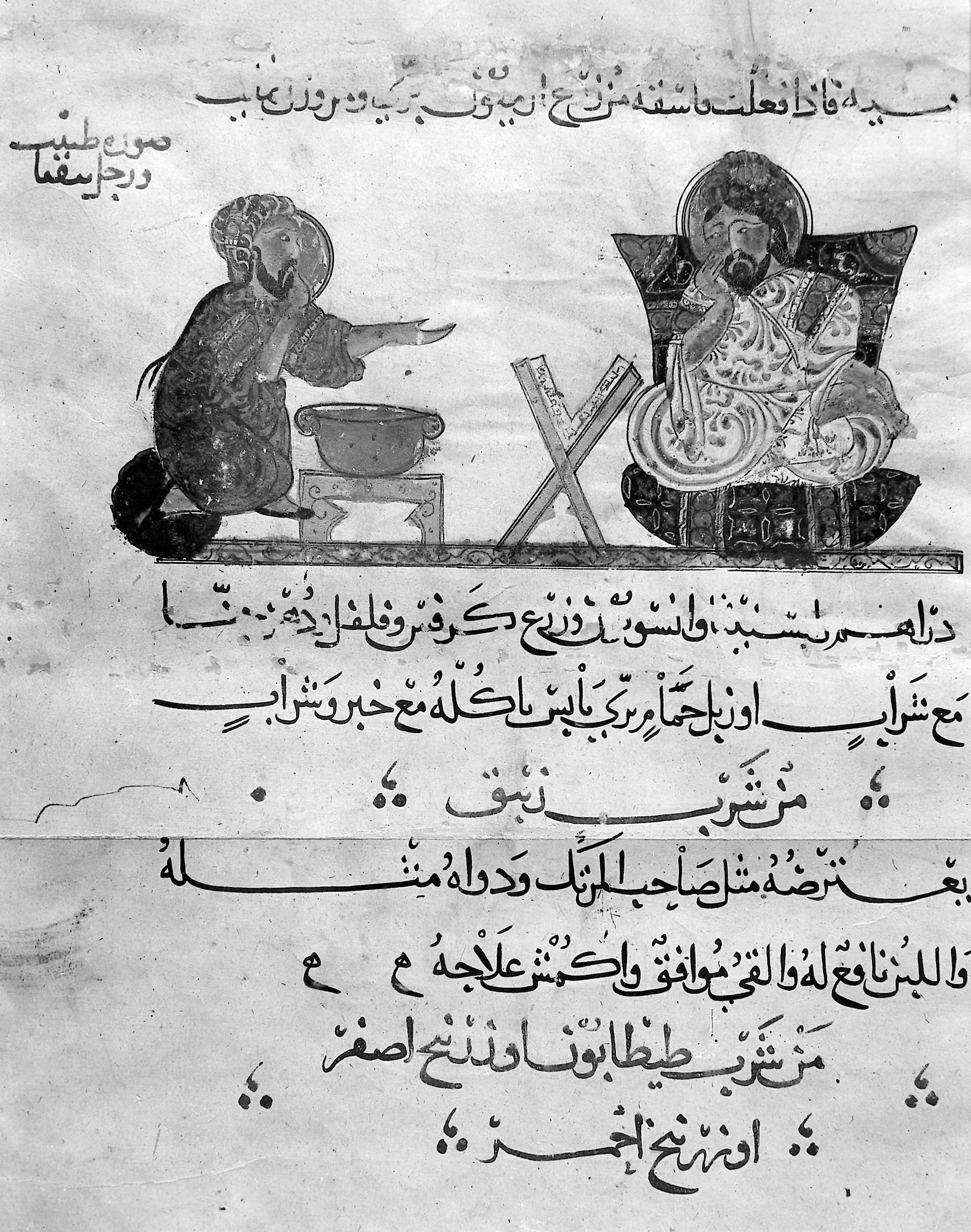
في مخطوط طبي عربي قديم

عند التسمم بالزرنيخ بالفم يكون هناك إحساس بطعم قابض يعقبه بعد ابتلاعه فترة كمون لا يظهر بها أعراض تتراوح ما بين 15 دقيقة إلى بضع ساعات حسب محتوي المعدة من الطعام ونوعه، إذ يؤخر وجود طعام دهني امتصاص الزرنيخ لفترات طويلة بينما يعجل الامتصاص تعاطي الزرنيخ على صورة محلول في مشروب ساخن. وتبدأ أعراض التسمم بالصداع، والارتباك، والإسهال الشديد (يشبه الكوليرا) ينشأ عنه جفاف شديد، والنعاس.
و يصل أيون الزرنيخ الممتص إلى الأعضاء والأنسجة الداخلية للجسم ليفسد عمل النظم الإنزيمية المعتمدة في عملها علي مجموعات السلفهيدريل (sulphhydryl groups).
ومع تطور التسمم يحدث تشنجات مع تغيير في صبغة الأصابع ابيضاض الأظافر، خطوط ميس أو خطوط ألدريتش ميس قد تظهر أيضا. عندما يصبح التسمم حادا، الأعراض قد تتضمن الإسهال الشديد، التقيؤ، وجود الدم في البول، التشنج العضلي، فقدان الشعر، آلام المعدة، وتشنجات إضافية ووجود هزال شديد وطفح جلدي نزفي مع زيادة في سمك الجلد ولا سيما في راحة اليدين وباطن القدمين (hyperkeratosis) واعتلال عصبي متعدد (polyneuropathy).
أعضاء الجسم التي تتأثر عادة بالتسمم بالزرنيخ هي الرئتان، الجلد، الكليتان والكبد. النتيجة النهائية للتسمم بالزرنيخ هي الغيبوبة والوفاة.
التسمم بالزرنيخ مرتبط بأمراض القلب، (ارتفاع ضغط الدم المرتبط بأمراض القلب)، السرطان، الجلطات  الأمراض الدماغية، أمراض الجهاز التنفسي المزمنة، والسكري.
أما في حالات التسمم بغاز الأرسين فإن الأعراض تظهر على شكل انحلال كريات الدم الحمراء، فيشعر المريض برعشة وبآلام خاصة في موضع الكليتين ويتلون البول بلون قاتم وينشأ عن انحلال الكريات فشل بالكليتين وقد يتضخم الكبد والطحال بحيث يمكن تحسسهما. هذا وقد يتسبب التعرض المزمن للزرنيخ على مدى سنوات طويلة في زيادة الاستعداد لحدوث السرطان وخاصة الجلد ولكن قد ينشأ في أعضاء أخرى.

### العمى الليلي
التعرض المزمن للزرنيخ يرتبط بنقص فيتامين (أ)، والذي يرتبط بأمراض القلب والعمى الليلي.
مركبات الزرنيخ غير العضوية (زرنيخ 3) والموجود في مياه الشرب له سمية حادة أكثر من الزرنيخ العضوي (زرنيخ 5). الحد الأدنى من الجرعة القاتلة لدى البالغين يقدر ب 70-200ملغم أو 1ملغم/كغم/يوم.

## المسببات
ويستخدم الزرنيخ في مبيدات الطحالب والقوارض والدهانات وورق الحائط وفي صناعة خزف والزجاج ومن أخطر مركبات الزرنيخ سمية (ثالث أكسيد الزرنيخ) وهو مسحوق قابل للذوبان في الماء والجرعة القاتلة منه تتراوح بين 60إلي 20 ملليجرام ويتم امتصاصه عن طريق الأمعاء ببطء حيث تظهر الأعراض بعد فترة زمنية تتراوح من ربع ساعة إلي عدة ساعات. وهناك صورة أخرى وهي غاز الزرنيخ ويتم امتصاصه عن طريق الاستنشاق إلي الدم مباشرة وتشكل كميات ضئيلة منه في الهواء المحيط خطراً شديداً إذ تؤدي إلي التسمم الحاد في صورة تحلل كريات الدم ويتولد الغاز من معالجة المعادن المحتوية علي شوائب الزرنيخ بالأحماض أثناء تنظيفها.

### شرب الماء
المقالة الرئيسية: تلوث مياه الأرض بالزرنيخ
التلوث بالزرنيخ المزمن ينتج من تلوث مياه البئر لفترة زمنية طويلة. العديد من المياه الجوفية تحتوي على تركيز عالي من أملاح الزرنيخ. منظمة الصحة العالمية توصي بحد أقصاه 0.01مغ/ل (10 أجزاء بكل بليون) من الزرنيخ بمياه الشرب. هذه التوصية تم إقرارها ارتكازا على أجهزة مخبرات ذات محدودية في التشخيص في وقت نشر توجيهات منظمة الصحة العالمية التي تتعلق بجودة المياه. دراسات حالية وجدت أن استهلاك المياه بمستويات منخفضة من الزرنيخ تصل إلى 0.00017مغ/ل (0.17 جزء لكل بليون) لمدة طويلة قد تؤدي إلى التسمم بالزرنيخ.
من دراسة أجريت في 1988 بالصين، حددت وكالة حماية الولايات المتحدة كمية التعرض لمياه ملوثة بالزرنيخ مدى الحياة بتركيزات 0.0017مغ/ل، 0.00017مغ/ل، 0.000017مغ/ل ترتبط مع خطر الإصابة بسرطان الجلد مدى الحياة ب1من كل 10000، 1 من 100000، 1 من 1000000 تتابعا. منظمة الصحة العالمية تؤكد بأنه مستوى 0.01مغ/ل من الزرنيخ يشكل خطرا ل 6 من 10000 من الأشخاص المعرضين أن يصابوا بسرطان الجلد وتؤكد أن هذا المستوى من الخطر مقبول.
واحدة من أسوأ حالات التسمم بالزرنيخ بواسطة مياه البئر حصلت في بنغلاديش، حيث اسمتها منظمة الصحة العالمية " أكبر تسمم جماعي للسكان في التاريخ"."
تقنيات التعدين مثل التكسير الهيدروليكي قد حشدت الزرنيخ في المياه الجوفية نتيجة لتعزيز نقل الميثان وما ينتج عنها من تغيير في ظروف الأكسدة، وحقن سوائل تحتوي على زرنيخ زائد.

### التعرض المهني
المقالة الرئيسية: الزرنيخ
بسبب سميته العالية نادرا ما يستخدم الزرنيخ في الغرب، على الرغم من أنه في اسيا لا يزال مبيد حشرات مشهور. الزرنيخ يمكن ان يُتعرض له في اماكن صهر خامات الزنك والنحاس.

### الطعام
لقد تم اكتشاف أن الأرز تحديدًا معرض لتكوم الزرنيخ من التربة. الأرز المزروع في الولايات المتحدة يحتوي على معدل260 جزء بالبليون من الزرنيخ ولكنها تبقى تحت المستوى الموصى به من قبل منظمة الصحة العالمية. الصين لديها معيار لحد الزرنيخ في الطعام (150 جزء في البليون)، كما ان المستويات في الأرز تفوق المستويات في الماء.
الزرنيخ هو عنصر موجود في كل مكان يوجد في مياه الشرب الأمريكية. في الولايات المتحدة، مستويات الزرنيخ التي تفوق المستويات الطبيعية ولكنها أقل من المستويات الخطرة التي حددت بواسطة معايير السلامة الإتحادية تم العثور عليها في الدجاج المنمو تجاريا. مصدر الزرنيخ هو الأعلاف الإضافية روكسارسون ونيتراسون والتي تستخدم للسيطرة على العدوات الطفيلية داء الأكريات وكذلك لزيادة وزن وتلوين الدواجن.
مستويات عالية من الزرنيخ الغير عضوي تم العثور عليها في 83 نبيذ في كاليفورنيا في 2015.

## الفيزيولوجيا المرضية
يتدخل الزرنيخ بطول عمر الخلايا عن طريق تثبيط الإنزيم الأيضي بايروفيت ديهايدروجينيز (PDH)، الذي يحفز أكسدة حمض البيروفيك إلى أسيتيل مرافق الأنزيم-أ عن طريق ثنائي نوكليوتيد الأدنين و أميد النيكوتين. طاقة نظام الخلية تتعطل عند تثبيط الإنزيم مما يؤدي إلى نوبات موت للخلايا. في الكيمياء الحيوية، يمنع الزرنيخ استخدام الثيامين مما ينتج في الصورة السريرية نقص في الثيامين. يمكن للتسمم بالزرنيخ أن يرفع مستويات اللاكتات مما يؤدي إلى زيادة حمض اللاكتيك في الجسم. يزيد انخفاض مستويات البوتاسيوم في الخلية من مواجهة مخاطر مشاكل نبضات القلب التي تعرض الحياة للخطر بسبب ثالث أكسيد الزرنيخ.
يحفز وجود الزرنيخ في الخلية إنتاج فوق أكسيد الهيدروجين(H2O2) . عندما يتفاعل H2O2 مع معدن معين مثل الحديد أو المنجنيز تنتج هيدروكسيل شديد التفاعل. يؤثر ثالث أكسيد الزرنيخ غير العضوي الموجود خاصة في المياه الجوفية على قنوات جهد البوتاسيوم ويعطل الوظيفة الكهربائية الخلوية مما يؤدي إلى اضطربات عصبية ونوبات قلبية وعائية مثل فترة QT الطويلة، وقلة الخلايا المتعادلة وارتفاع ضغط الدم  وخلل الجهاز العصبي المركزي وفقر الدم والموت.
يلعب التعرض للزرنيخ دورًا رئيسيًّا في أمراض اختلال الأوعية الدموية حيث أنّه يقوم بتثبيط انزيم نيتريك اوكسايد سينثيز مما يؤدي إلى التخفيض في الإنتاج والتوافر البيولوجي لأكسيد النتريك. بالإضافة، يحفز التعرض المزمن للزرنيخ إلى ارتفاع الأكسدة، والذي ممكن أن يؤثر على شكل ووظيفة نظام أوعية القلب. بالإضافة إلى ذلك، لوحظ أن التعرض للزرنيخ يؤدي إلى تحفيز تصلب الشرايين عن طريق زيادة تراكم الصفائح الدموية وتقليل تحلل الفيبرين. بالإضافة إلى ذلك، قد يسبب التعرض للزرنيخ اضطربات بدقات القلب عن طريق زيادة فترة QT وتسريع زيادة الكالسيوم في الخلية عن الحد الطبيعي. ينظم التعرض المزمن للزرنيخ التعبير عن عامل نخر الورم -α، والتصاق جزيئات خلايا الأوعية الدموية وعامل نمو في الجزء المبطن للأوعية الدموية مما يؤدي إلى تحفيز أمراض القلب.
بيتشاي بالاكيوماري وجاغديب كاور", التعرض للزرنيخ واضطرابات القلب: نظرة عامة، علم سموم القلب، ديسمبر 2009.
أظهرت دراسات زراعة الأنسجة أن المركبات الزرنيخية تقوم بسد قناة كل من Ikr و Iks وبنفس الوقت تنشط قناة الادينين ثلاثي فوسفاتIk-. تقوم أيضا المركبات الزرنيخية بتعطيل إنتاج الادينين ثلاثي فوسفات بآليات متعددة. على مستوى دورة حمض الستريك، يقوم الزرنيخ بتثبيط انزيم بايروفيت ديهايدروجينيز وتفكيك الفسفرة التأكسدية عن طريق المنافسة على الفوسفات، ومن ثم تثبيط اختزال طاقة-مرتبطة ل ثنائي نوكليوتيد الأدنين وأميد النيكوتين والتنفس الميتوكنديري وإنتاج ثلاثي فوسفات الأدونين. يزيد أيضا إنتاج فوق أكسيد الهيدروجين، مما يمكن أن يكون أكسجين متفاعل وأكسدة. تؤدي هذه التداخلات الأيضية إلى الموت نتيجة فشل الأعضاء في عددة أنظمة، بالغالب من موت الخلايا النخاعية وليس من استماتة الخلايا.بسبب النزيف، يكشف تشريح الجثة عن كتلة حمراء مستطيلة وهي الغشاء المخاطي، من الرغم أن الزرنيخ يسبب التسمم يمكن أن تلعب دور دفاعي.

## التشخيص
يمكن قياس الزرنيخ في الدم أو البول لمراقبة التعرض الزائد للزرنيخ في البيئة أو مكان العمل، لتأكيد تشخيص تسمم ضحايا المستشفيات أو للمساعدة في تحقيقات الطب الشرعي في حالة الجرعة القاتلة. توجد بعض التقنيات التحليلية القادرة على التمييز بين شكل العناصر للمركبات العضوية عن المركبات الغير عضوية. تميل مركبات الزرنيخ العضوية إلى أن يتم طردها في البول بدون تغيير شكلها، بينما يتحول الزرنيخ الغير عضوي في الجسم بشكل كبير إلى مركبات زرنيخ عضوية قبل إفراز البول. مؤشر التعرض البيولوجي الحالي في الولايات المتحدة للعمال بمجموع 35 µg/L زرنيخ في البول والذي قد يتجاوزه الشخص السليم إذا تناول وجبة من المأكولات البحرية.
تتوافر الفحوصات لتشخيص التسمم عن طريق قياس الزرنيخ في الدم والبول والشعر والأظافر. فحص البول هو أكثر فحص موثوق لقياس التعرض للزرنيخ في الأيام السابقة. يجب إجراء فحص البول خلال أربعة وعشرين إلى ثمانية وأربعين ساعة للحصول على تحاليل دقيقة للتعرض الحاد.تقيس فحوصات الشعر والأظافر التعرض بمستويات مرتفعة للزرنيخ على مدار الستة إلى اثنا عشر شهر السابق. يمكن لهذه الفحوصات أن تحدد إذا ما تعرض الشخص لمستويات زرنيخ فوق المتوسط. لكن لا يمكنها أن تحدد ما إذا مستويات الزرنيخ ستؤثر على صحة الجسم. يمكن أن يبقى التعرض المستمر للزرنيخ في نظام الجسم لفترة طويلة من فترة قصيرة أو الكشف عن التعرض المعزول ويمكن الكشف عنه في إطار زمني أطول بعد تقديم الزرنيخ، مهم لتحديد مصدر التعرض.
الشعر مؤشر حيوي محتمل للتعرض للزرنيخ، بسبب قدرته على تخزين لآثار العناصر من الدم.تشمل عناصر تحتفظ على موقعها خلال نمو الشعر.بالتالي للتقدير الزمني للتعرض، يجب تنفيذ فحص تركيب الشعر بشعرة واحدة وهو غير ممكن في التقنيات القديمة التي تتطلب التجانس والانحلال في عدة خيوط شعر. تم الوصول لهذا النوع من المراقبة الحيوية عن طريق التقنيات التحليلية الدقيقة مثل أشعة السنكروترون مرتكزة على فلورية الأشعة السينية (SXRF) التحليل الطفيفي والجسيمات الدقيقة الناجمة عن انبعاث الأشعة السينية (PIXE). تدرس الأشعة المركزة والمكثفة جدا البقع الصغيرة في العينات البيولوجية مما تسمح للتحليل إلى مستوى دقيق مع أنواع كيميائية جديدة. تم استخدام هذه الطريقة في دراسة لمتابعة مستويات الزرنيخ قبل وخلال وبعد العلاج بأكسيد أرسينيوس في المريض بالبرولمفوسيفت اللوكيميا الحاد.

## العلاج
يعتمد العلاج بالإضافة إلى وقف زيادة التعرض للزرنيخ إلى تخليص الجسم من الزرنيخ عن طريق الاستحلاب (chelation) بمادة البال (BAL) أما في حالات التسمم بغاز الأرسين فالمواجهة منع حدوث مزيد من التلف بالكلية حيث يجب عمل غسيل دموي (hemodialysis) وقد يلجأ إلى تبديل الدم (exchange transfusion) بسحب وتعويض المريض بدم حديث.

### التمخلبChelation
تستخدم طرق كيميائية واصطناعية لعلاج التسمم بالزرنيخ. دايماركابرول وحمض الدايمركابتوسيسينك هي متمخلبات تقوم بعزل الزرنيخ عن بروتينات الدم وتستخدم في علاج التسمم في الزرنيخ الحاد. أهم التضاعفات الجانبية هي الضغط. [بحاجة لمصدر] دايمركابرول أكثر سمومية من دايمركابتوسيسينك. dmsa أحادي الإيستر تستخدم كترياق للتسمم بالزرنيخ. ثنائي الصوديوم كالسيوم مستخدم أيضا.

### التغذية
البوتاسيوم التكميلي يقلل من احتمالية مواجهة مشكلة في ضربات القلب التي قد تشكل خطورة على الحياة بسبب ثالث أكسيد الزرنيخ.

### الإزالة
ظهرت عدة تقنيات لإزالة الزرنيخ، أحدثها استخدام المواد الماصة مثل الكربون النشيط، أكسيد الألمنيوم، بالاشتراك مع أكسيد الحديد لتكوين الحمأة، وتحويله إلى مواد بوليميرية مغطاة بأكسيد الحديد، وبواسطة جسيمات صغيرة جدا. لإزالة القلق حول استخدام معادن ثقيلة وسامة، وجب علينا استخدام طريقة صديقة للبيئة واستخدام ميكروبات طبيعية. يمكن استخدام البكتيريا، الخميرة، الفطريات، والطحالب أيضا في العلاج.

## التاريخ
اشتهر الزرنيخ علي مدى قرون طويلة بأنه أوسع السموم استخداماً في قتل الآخرين وقد نشأت هذه السمعة من كونه يتمتع بصفات ثلاث وهي:
1. أن مركباته تكاد تكون بلا طعم ولا رائحة أولون مميز حيث يسهل تقديمها في مختلف الأطعمة والمشروبات دون أن تثير الريبة.
2. ظهور أعراض التسمم بالزرنيخ يبدأ بعد فترة قد تطول إلى حد يبتعد فيه الجاني عن المجني عليه.
3. أن الأعراض التسممية الناشئة عنه تختلط مع كثير من الأمراض المعوية السارية بحيث لا تثير شكاً لدي الطبيب المعالج.

بالإضافة لظهوره كسم، استخدم الزرنيخ طبيا لقرون. استخدم لأكثر من 2400 سنة كجزء من تقاليد الطب الصيني. أستخدمت مركبات الزرنيخ في العالم الغربي على تطاق واسع مثل أرسفينامين لعلاج مرض الزهري قبل ظهور البنسلين. استبدلت في النهاية بدواء اسمه سلفوناميد ومن ثم من قبل مضادات حيوية أخرى. كان الزرنيخ عنصر في الكثير من الأدوية المنشطة.
بالإضافة، خلال العهد الإليزابيثي، استخدمت بعض النساء مزيج من الخل والطبشور والزرنيخ موضعيا لتبيض بشرتهن. كان الهدف من استخدام الزرنيخ بهذا الشكل هو منع الشيخوخة وتجعد البشرة، لكن كان بعض الزرنيخ يمتص في الدم.
تعتمد بعض الأصباغ أبرزها الزمرد الأخضر (معروف بأكثر من اسم) على مركبات الزرنيخ. تسبب التعرض الزائد لهذه الأصباغ بحوادث تسمم متكررة للفنانين والحرفيين.
أصبح الزرنيخ طريقة مفضلة للقتل في العصور الوسطى وعصور النهضة، خصوصا في أوساط الطبقات الحاكمة في إيطالية، حسب ما يزعم. غالبا لا يكشف عن الزرنيخ لأن أعراضه مشابه لأعراض الكوليرا.:63 بحلول القرن 19 اكتسب الزرنيخ لقب «مسحوق الميراث» ربما لأنه من المعروف أو يشتبه بالورثة الغير صبورين أنهم يتستخدموا الزرنيخ لضمان أو تسريع إرثهم :21
في كوريا القديمة، وبالتحديد في مملكة حونسون، استخدمت مركبات الزرنيخ-الكبريت كعنصر مهم في الساياك والذي يمثل كوكتيل سام استخدم في عقوبة الإعدام للشخصيات السياسية البارزة وأعضاء من العائلة الحاكمة. وثق العديد من هذه الأحداث بشكل جيد بسبب أهمية المدانين الاجتماعية والسياسية، وغالبا ما توثق في سجلات مملكة جونسون. تصور في بعض الأحيان في برامج تلفزيونية تاريخية نظرا لطبيعتهم الدرامية.

### قضايا بارزة
تورط التسمم بالزرنيخ في المرض أو الموت سواء كان حادث أو متعمد في شخصيات بارزة على مر التاريخ

#### فرانشيسكو الأول دي ميدشي
اقترحت الأدلة الجنائية التي كشفها العلماء الإيطاليين أن فرانشيسكو (1541-1587) وزوجته قد سمموا، من المحتمل من قبل أخاه وخليفته فرديناندو.

#### جورج الثالث ملك المملكة المتحدة
لقد كانت صحة الملك جورج الثالث (1738-1820) قلق خلال فترة حكمه. لقد عانى من نوبات متكررة من المرض العقلي والجسدي، خمسة منهم تعيقه بما فيه الكفاية لتطلب من الملك الانسحاب من مهامه. أكد الباحثين في عام 1969 أن نوبات الجنون والأعراض الجسدية الأخرى بأنها مجسدة في مرض بورفيريا، الذي كان محدد في الأسرة المباشرة والمددة. بالإضافة، أظهرت دراسة في 2004 لعينات لشعر الملك مستويات مرتفعة من الزرنيخ، الذي ممكن أن يكون أثر أعراض المرض اقترحت مقالة في 2005 في مجلة طبية (لانسيت) انه يمكن أن يكون مصدر الزرنيخ هو عنصر الإثمد المستخدم كعنصر ثابت في علاج الملك. يعثر على هذين المعدنين في نفس الأرض، وفصل المعادن لم يكن دقيقا في ذلك الوقت لفصل الزرنيخ عن المركب الذي يحتوي الإثمد.

#### ثيودور يورسينوس
ثيودور غوتتليب يورسينوس (1749-1800) وهو موظف حكومي بروسي رفيع المستوى ومسؤول قضائي، قد سمم من قبل زوجته شارلوت يورسينوس (1760-1836). أُعلن في ذلك الوقت أن سبب الوفاة هو سكتة دماغية، لكن بعد وقت قصير (1797-1801) وُجد ان الأرملة لم تسمم فقط زوجها لكنها سممت عمتها وعشيقها، كما حاولت تسميم خدمها في عام 1803. أدت محاكماتها المثيرة إلى أول طريقة موثوقة للكشف عن التسمم بالزرنيخ.

#### نابليون الأول
لقد تم اقتراح معاناة وموت نابليون الأول من التسمم بالزرنيخ خلال سجنه في جزيرة سانت هيلينا. أظهرت عينة الطب الشرعي لشعره مستويات مرتفعة، أكثر ب13 من الكمية الطبيعية للعنصر، إلا أن هذا لا يثبت تعمد التسميم من أعداء نابليون: استخدم زرنيخ النحاس في بعض أوراق الحائط كصبغة، إضافة إلى ذلك قد يحصل إطلاق للزرنيخ من الكائنات الحية الدقيقة الموجودة في البيئة المحيطة. القضية مشكوك فيها بغياب العينات الموثوقة بشكل واضح لورق الحائط. تظهر عينات الشعر المأخوذة خلال حياة نابليون مستويات للزرنيخ، لهذا لا يمكن للزرنيخ في التربة أن يلوث عينات فحص الجثة. حتى بدون ورق الحائط والتربة الملوثة، زود الاستخدام التجاري للزرنيخ بذلك الوقت عدة طرق استطاع نابليون بها استهلاك زرنيخ كافي ليترك أثر شرعي.:226–228

#### سيمون بوليفار
قائد أمريكا الجنوبية المستقل سيمون بوليفار(1783-1830)، وفقا لبول أويرتر من شعبة الأمراض المعدية في دائرة الطب في مدرسة طب جامعة جونز هوبكنز يمكن أن يكون سبب الموت التسمم بالزرنيخ المتكرر، أيضا تعقدت بسبب توسع القصبات وسرطان الرئة. اعتبر أويرتر أن القتل والتسمم الحاد بالزرنيخ غير مرجح، بحجة أن التعرض التدريجي البيئي ممكن حدوثه كنتيجة لشرب الماء الملوث في بيرو أو عن طريق استخدام طبي للزرنيخ (الذي كان شائع في ذلك الوقت) كما قيل أن بوليفار لجأ إليه خلال علاجه من بعض أمراضه.

#### تشارلز فرانسيس هول
مات المستكشف الأمريكي تشارلز فرانسيس هول(1821-1871) بشكل مفاجئ خلال ثالث بعثاته إلى القطب الشمالي على متن سفينة بولاريس. شرب هول كوب من القهوة بعد رجوعه من بعثة التزلج وسقط مريضا بشكل عنيف. وصف انهياره بالنوبة. عانى من الاستفراغ وهذيان خلال الأسبوع، ثم بدأ يتحسن لعدة أيام. اتهم العديد من مرافقين السفينة، بما فيهم طبيب السفينة إيميل بيزيلس الذي كان لديه خلافات طويلة معه بأنه سممه. بعد فترة قصيرة، عانى هول من الأعراض نفسها، مات وأخذ للشاطئ ليتم دفنه. بعد عودة البعثة أقر تحقيق البحرية الأمريكية أن هول مات من السكتة. سافر كاتب سيرة هول شاونسي سلوميس بروفيسور في كلية دارتموث في عام 1968 إلى جرينلاند لاستخراج جثة هول. حوفظ على جثة هول وكفن العلم والملابس والتابوت بشكل جيد بسبب التربة الصقيعية. أظهرت عينات نسيج العظم والأظافر والشعر أن هول مات بسبب جرعة كبيرة من الزرنيخ في آخر أسبوعين من حياته، بلغ أعضاء المجموعة أنها ثابتة مع الأعراض. من الممكن ان هول داوى نفسه بأدوية وصفها له الدجال حيث انها كانت تحتوي على الزرنيخ، لكن من الممكن أن يكون مقتولا عن طريق بيزليس أو أحد أعضاء البعثة.

#### كلير بوث لوس
كلير بوث لوس(1903-1987) السفيرة الامريكية في إيطاليا(1953-1956)، لم تمت بسبب التسمم بالزرنيخ، ولكنها عانت من اعراض جسدية ونفسية وازدات هذه الاعراض حتى تعرضت لمادة الزرنيخ. تتبع أثر مصدره إلى تساقط دهان الزرنيخ-المثقل على سقف غرفة نومها. من الممكن أنها تناولت طعاما ملوثا بالزرنيخ نتيجة تساقط دهان السقف في غرفة الطعام.:356

#### الإمربراطور جوانجكسو
أكدت فحوصات جمهورية الصين الشعبية في عام 2008 أن الإمبراطور الثاني قد سمم بجرعة كبيرة من الزرنيخ، تتضمن الاشتباهات عمته الميتة، الإمبراطورة الأرملة تسيشي ورجلها يوان شيكاي.

#### فار لاب
مات فرس الرهان المشهور الناجح فار لاب فجأة في عام 1932. أخذ التسمم بعين الاعتبار كسبب للموت وأنجزت العديد من فحوصات الطب الشرعي في وقت الموت. في فحص مؤخر، بعد موته ب 75 سنة، حدد علماء الطب الشرعي أن الحصان ابتلع جرعة كبيرة من الزرنيخ بفترة قصيرة قبل موته.

#### ملك العراق فيصل الأول
وفقا لممرضته البريطانيه، السيدة بادجيت، عانى ملك العراق فيصل الأول من أعراض مشابهة لأعراض التسمم بالزرنيخ خلال زيارته الأخيرة لسويسرا للعلاج في عام 1933 عندما كان في سن ال48، حيث ان الاطباء السويسريين قالو ان حالته الصحية جيدة في اليوم الذي سبق ظهور الاعراض.

#### أندرسون مازوكا
قائد المعارضة الشعبية في زامبيا، أندرسون مازوكا، الذي تدهورت صحته بعد الاننخابات الرئاسية في 2001، اتُهم عدة مرات موظفون الحكومة بتسميمه، أكدت ابنته موتينتا بعد موته في 24 مايو 2006 أنه تم العثور على الزرنيخ في جسمه بعد أن مات من مضاعفات الكلية.

#### منير سعيد طالب
سمم ناشط في حقوق الإنسان من أندونيسيا اسمه منير سعيد طالب الكثيري بالزرنيخ بطائرة من جاكرتا إلى أمستردام في 7 سبتمبر2004. كان مسافر من شركة طيران مملوكة للدولة غارودا إندونيسيا. استنتج من تشريح جثة منير والشهود العيان أثناء المحاكمة أنه مات قبل الوصول بساعتين إلى شيفول، أمستردام. تناول الزرنيخ خلال عبور الطيران في سنغافور، أو في وقت قريب من ذلك الوقت.

## اقرأ أيضاً
- تسمم بالبروم

## روابط خارجية
- تسمم بالزرنيخ على مشروع الدليل المفتوح
- Subterranean Arsenic Removal (SAR) Technology in West Bengal
- Arsenic Removal in West Bengal, India
- Drinking Death in Groundwater: Arsenic Contamination as a Threat to Water Security for Bangladesh, by Mustafa Moinuddin, ACDIS Occasional Paper, Program in Arms Control, Disarmament, and International Security, University of Illinois, May 2004.